# Transtorno psicosexual
Transtorno psicosexual é um problema sexual de origem psicológica, e não fisiológica. "Transtorno psicosexual" era um termo usado em Psicanálise freudiana. O termo "transtorno psicosexual" (turco: Psikoseksüel bozukluk) foi usado pelas Forças Armadas da Turquia para considerar a homossexualidade como motivo para impedir pessoas LGBT de prestar serviço militar.

## Parafilias
Parafilias são geralmente definidas como transtornos psicosexuais nos quais sofrimento significativo ou prejuízo em uma área de funcionamento decorre de impulsos sexuais intensos, fantasias ou comportamentos recorrentes, geralmente envolvendo um objeto, atividade ou situação incomuns. Uma definição alternativa é dada pelo DSM-5, que as classifica como atrações sexuais por objetos, situações ou pessoas que se desviam dos desejos e comportamentos sexuais considerados socialmente aceitáveis. Exemplos de tais parafilias incluem fetichismo, masoquismo e sadismo sexual, entre outros.

### Fetichismo e fetichismo travestista
Fetichismo é um transtorno caracterizado por fixação sexual, fantasias ou comportamentos em relação a um objeto inanimado, frequentemente artigos de vestuário. É somente por meio desse objeto que o indivíduo consegue obter gratificação sexual. Não é raro que o indivíduo esfregue ou cheire o objeto.
Fetichismo travestista, também conhecido como travestismo, é um diagnóstico presente no DSM-5. Há quatro fatores que caracterizam essa síndrome: vestimenta de roupa do sexo oposto, associação com excitação sexual, ocorrer em indivíduo do sexo masculino e este ser heterossexual.

### Sadismo sexual e masoquismo sexual
Os transtornos conhecidos como sadismo sexual e masoquismo sexual são frequentemente confundidos ou difíceis de separar quando suas definições são comparadas, mas os critérios diagnósticos diferem ligeiramente entre si, permitindo uma classificação mais precisa. Sadismo sexual e masoquismo sexual são definidos como obter excitação sexual a partir da humilhação, dor ou sofrimento de outro indivíduo e acredita-se que se sobreponham a diversas outras condições devido à sua descrição aliada aos critérios diagnósticos.

### Voyeurismo, exibicionismo e froteurismo
Voyeurismo é a excitação sexual autodeclarada ao espionar outros ou ao observar pessoas envolvidas em interação sexual.
Exibicionismo são atos públicos de expor partes do corpo que não são socialmente aceitáveis. Atos exibicionistas estão entre os comportamentos sexuais potencialmente criminosos mais comuns. Exemplos incluem “streaking” durante um evento esportivo profissional ou protestos nus em eventos políticos.[carece de fontes?]
Frotteurismo é considerado uma parafilia rara que envolve a satisfação sexual derivada de esfregar-se em outra pessoa sem consentimento. O termo frotteurismo deriva do verbo francês frotter, que significa esfregar.

## Diagnóstico
No DSM-5, todos os transtornos de parafilia podem ser diagnosticados por meio de dois critérios principais, denominados critérios A e B, respectivamente. Os critérios A e B incluem um período durante o qual o comportamento deve estar presente (tipicamente seis meses) e detalhes específicos de ações ou pensamentos correlacionados diretamente com o transtorno em questão.

## Tratamento
Os transtornos psicosexuais podem variar muito em gravidade e possibilidade de tratamento. Profissionais de saúde e terapeutas licenciados são essenciais para o diagnóstico e elaboração de planos terapêuticos. O tratamento pode incluir terapias ou medicamentos prescritos. Terapia sexual, terapia comportamental e terapia de grupo podem ajudar quem está em sofrimento devido à disfunção sexual. Transtornos sexuais mais graves podem ser tratados com bloqueadores de andrógenos ou inibidores seletivos de recaptação de serotonina (ISRS) para auxiliar na restauração dos equilíbrios hormonal e neuroquímico.

## História

### Sigmund Freud
Sigmund Freud contribuiu para o conceito de transtornos psicosexuais e aprofundou as pesquisas sobre o tema por meio de suas ideias de desenvolvimento psicosexual e de sua teoria psicanalítica da pulsão sexual. De acordo com Freud, na infância o indivíduo progride por cinco fases de desenvolvimento: fase oral (1–1½ anos), fase anal (1½–3 anos), fase fálica (3–5 anos), fase de latência (5–12 anos) e fase genital (da puberdade em diante). Um transtorno psicosexual pode surgir se o indivíduo não avançar adequadamente por essas fases. O progresso adequado requer quantidades corretas de estimulação e gratificação em cada fase. Estimulação insuficiente em uma fase pode levar à fixação, e uma fixação excessiva pode gerar um transtorno psicosexual. Em contrapartida, estimulação excessiva em uma fase pode causar regressão em momentos de estresse, também possivelmente resultando em transtorno psicosexual.

### Richard von Krafft-Ebing
Richard von Krafft-Ebing foi um psiquiatra alemão que buscou revolucionar a compreensão da sexualidade no final do século XIX. Em uma época de modéstia sexual, Krafft-Ebing destacou a sexualidade como natureza humana inata em vez de desvio. Sua obra mais notável, Psychopathia Sexualis, foi uma coletânea de estudos de caso que documentava práticas sexuais da população em geral. Esse livro foi pioneiro ao reconhecer variações dentro da sexualidade humana, como ninfomania, fetichismo e homossexualidade. Psiquiatras passaram a diagnosticar transtornos psicosexuais em vez de perversões. Psychopathia Sexualis foi usada como referência em contextos psicológicos, médicos e judiciais. Krafft-Ebing é considerado o fundador da sexologia médica, sendo precursor tanto de Sigmund Freud quanto de Havelock Ellis.

### Havelock Ellis
Havelock Ellis foi um médico e escritor inglês nascido no século XIX, reconhecido como um dos primeiros sexólogos. Seu trabalho concentrou-se no comportamento sexual humano. Sua obra principal foi a publicação em sete volumes Studies in the Psychology of Sex, que relacionava o sexo à sociedade. Publicada em 1921, a série abordou a evolução da modéstia, periodicidade sexual, autoerotismo, inversão sexual, impulso sexual, seleção sexual e simbolismo erótico. Ellis também concebeu o termo eonismo, que se refere a um homem vestindo-se como mulher, tema que explorou em Eonism and Other Supplementary Studies. Em 1925, publicou Sexual Inversion para esclarecer questões e combater o desconhecimento sobre o tema.